# Grand Prix automobile de Monaco 1935

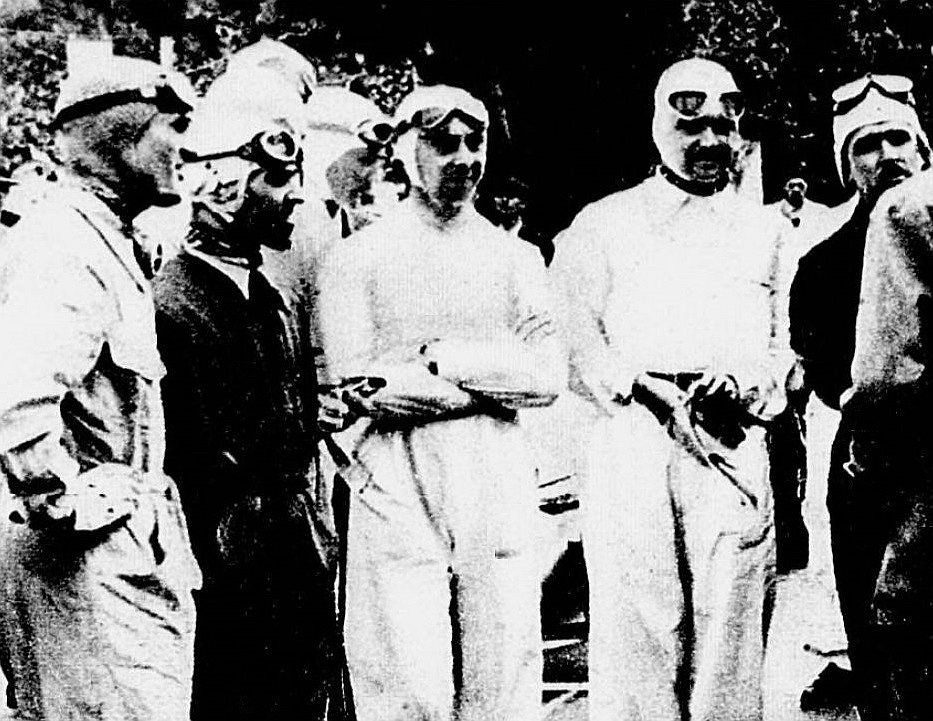
GP de Monaco 1935, de G à D Chiron, Nuvolari (noir), Dreyfus, Caracciola et Farina.

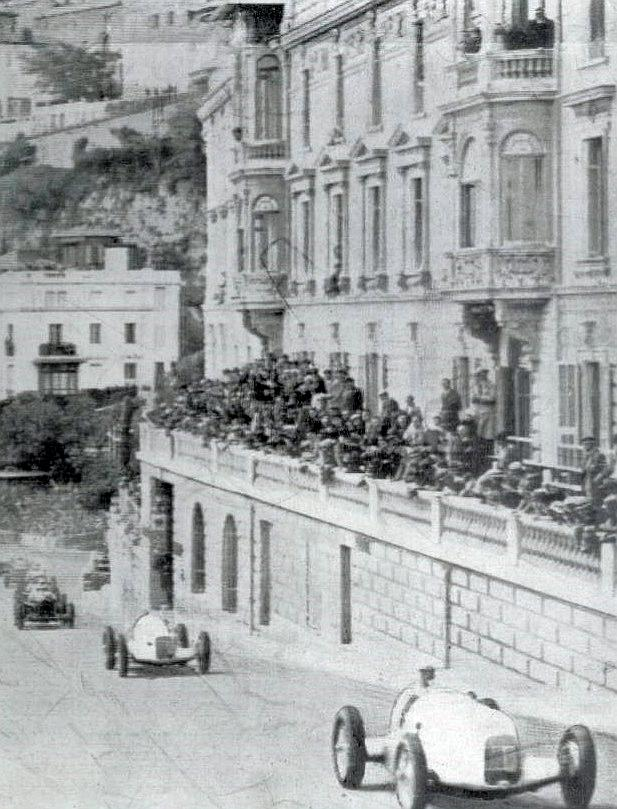
Fagioli dans la côte de La Condamine, devant son coéquipier Caracciola, tous deux sur Daimler-Benz AG.

Le Grand Prix automobile de Monaco 1935 est un Grand Prix qui s'est tenu sur le circuit de Monaco le 22 avril 1935.

## Classement de la course
| Pos. | no | Pilote                             | Écurie             | Châssis            | Tours | Temps/Abandon     | Grille |
| ---- | -- | ---------------------------------- | ------------------ | ------------------ | ----- | ----------------- | ------ |
| 1    | 4  | Luigi Fagioli                      | Daimler-Benz AG    | Mercedes-Benz W25B | 100   | 3 h 23 min 49 s 8 | 3      |
| 2    | 18 | René Dreyfus                       | Scuderia Ferrari   | Alfa Romeo P3      | 100   | + 31 s 5          | 4      |
| 3    | 22 | Antonio Brivio                     | Scuderia Ferrari   | Alfa Romeo P3      | 100   | + 1 min 6 s 4     | 6      |
| 4    | 24 | Philippe Étancelin                 | Scuderia Subalpina | Maserati 6C-34     | 99    | + 1 tour          | 9      |
| 5    | 16 | Louis Chiron                       | Scuderia Ferrari   | Alfa Romeo P3      | 97    | + 3 tours         | 7      |
| 6    | 14 | Raymond Sommer                     | Privé              | Alfa Romeo P3      | 94    | + 6 tours         | 8      |
| 7    | 26 | Goffredo Zehender                  | Scuderia Subalpina | Maserati 8CM       | 93    | + 7 tours         | 10     |
| 8    | 32 | Luigi Soffietti                    | Privé              | Maserati 8CM       | 91    | + 9 tours         | 13     |
| Abd. | 2  | Rudolf Caracciola                  | Daimler-Benz AG    | Mercedes-Benz W25B | 65    | Moteur            | 1      |
| Abd. | 10 | José María de Villapadierna        | Privé              | Maserati 8CM       | 65    | Accident          | 15     |
| Abd. | 20 | Tazio Nuvolari Carlo Felice Trossi | Scuderia Ferrari   | Alfa Romeo P3      | 53    | Freins            | 5      |
| Abd. | 8  | Earl Howe                          | Privé              | Bugatti Type 59    | 34    | Freins/Accident   | 12     |
| Abd. | 30 | Giuseppe Farina                    | Gino Rovere (en)   | Maserati 6C-34     | 21    | Alimentation      | 11     |
| Abd. | 28 | Piero Dusio                        | Scuderia Subalpina | Maserati 8CM       | 3     | Accident          | 14     |
| Abd. | 6  | Manfred von Brauchitsch            | Daimler-Benz AG    | Mercedes-Benz W25B | 1     | Boîte de vitesses | 2      |

- Légende: Abd.=Abandon.

## Pole position et record du tour
- Pole position :  Rudolf Caracciola (Mercedes-Benz) en 1 min 56 s 6.
- Meilleur tour en course :  Luigi Fagioli (Mercedes-Benz) en 1 min 58 s 4.

## Références

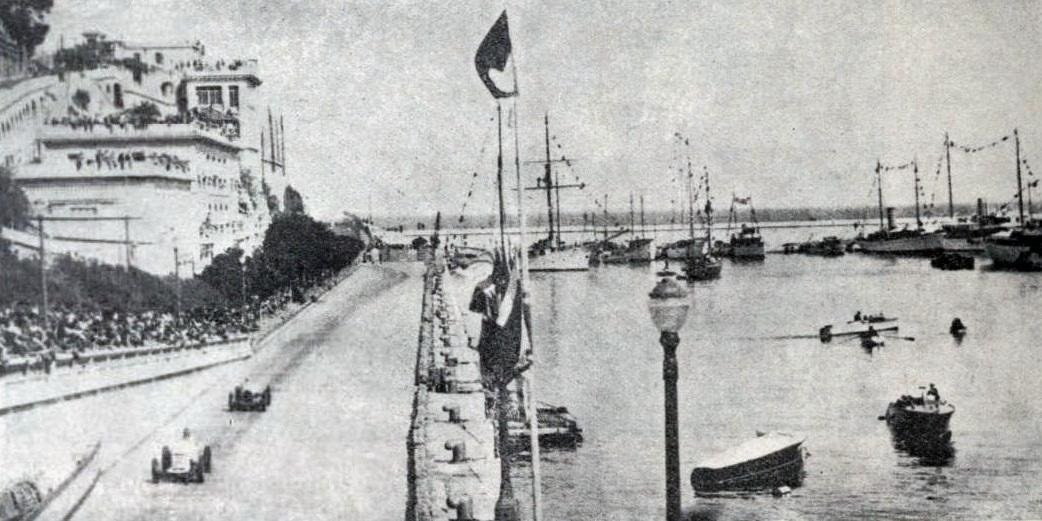
Le Grand Prix le long des quais.

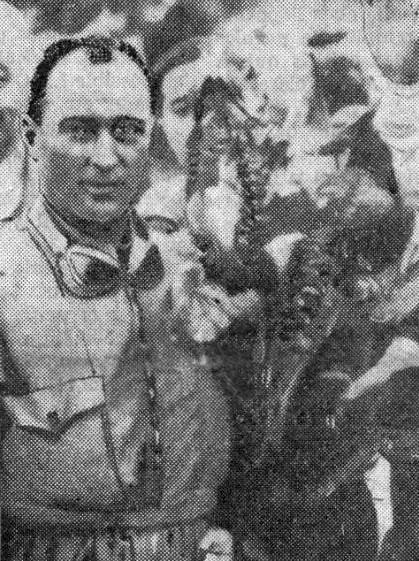
Luigi Fagioli à l'arrivée.